# クンバル火山
クンバル山（スペイン語、Cumbal）とは、南アメリカ大陸の北西部に存在するアンデス山脈を構成する、山の1つである。

## 解説
クンバル山は、成層火山として形成された山であり、現在でも活動中の火山である。この火山はコロンビア南西端のナリーニョ県に属しており、同国内に存在する火山としては、最南端に位置している。付近の人々は、昔から噴気孔などから硫黄を採取したり、山に存在する雪や氷を利用してきたという歴史がある。
この火山はTAME航空120便墜落事故の現場である。2002年1月28日、同便はトゥルカンへ進入中いずれかの丘に墜落した。生存者はいなかった。